# 이제 (부마)
이제(李濟, 생년(1365년경 전후 출생 추정) 미상~1398년 10월 14일)는 여말선초(고려 말 조선 초기)의 문신으로, 훗날의 조선 태조 이성계와 신덕왕후의 사이에서 출생한 첫째 딸인 경순공주 전주 이씨와는 아직 고려 시대 말기인 1383년경에 좀 늦은 혼인을 하였다.

## 생애
본관은 성주(星州)이며, 고려 말의 문신인 이조년(李兆年)의 손자 이인립(李仁立)의 아들이다. 공민왕과 우왕대의 권신인 이인임(李仁任)의 조카이기도 하다.
태조 이성계의 장녀인 경순공주(慶順公主)와 늦은 혼인하여 이성계의 사위가 되었으며, 빙부(장인)인 이성계를 도와 조선을 건국하는데 공을 세웠다. 개국공신 중 일등 공신으로 흥안군(興安君)에 봉해졌으며 이때 이성계로부터 하사받은 공신교서인 《이제 개국공신교서》는 국보 제324호로 지정되어 있다.
의흥친군위절제사(義興親軍衛節制使)를 거쳐 1393년(태조 2년) 우군절제사(右軍節制使)로 승격되었다.

### 왕자의 난과 최후
1398년(태조 7년) 8월 26일, 제1차 왕자의 난 때, 위사(衛士)들을 동원해 정안대군(靖安大君, 태종)을 공격하자고 태조에게 건의했던 것을 빌미로 정도전 일파로 몰려 처남인 무안대군 방번, 의안대군 방석과 함께 살해되었다. 경순공주와의 사이에 자녀는 없으며, 이제가 죽은 후 경순공주는 출가하여 비구니가 되었다.
세종 때에 태상왕 태종에 의해 태조의 묘정에 배향되었다. 후사가 없어서 조카 윤(潤)이 양자이자 봉사손이 되었다. 시호는 경무(景武)이다.

## 가족 관계
| - 아버지 : 이인립(李仁立, 1333~1387) - 이조년의 손자이며, 이인임의 동생 - 어머니 : 혜령옹주(惠寧翁主) - 동생 : 이발(李潑, 1372~1426) | - 장인 : 태조 이성계(太祖 李成桂, 1335~1408) - 장모 : 신덕왕후 강씨(神德王后 康氏, 1356~1396) - 부인 : 경순공주(慶順公主, ?~1407) - 양자 : 이윤(李潤) - 동생 이발(李潑)의 아들 |

## 이제가 등장한 작품
- 《조선왕조 오백년 - 제1화 추동궁 마마》(MBC, 1983년, 배우:임영규)
- 《용의 눈물》(KBS, 1996년~1998년, 배우:이경영)
- 《태종 이방원》(KBS, 2021년~2022년, 배우:장태훈)